# Open Archival Information System
Open Archival Information System (OAIS) という用語は、国際標準 ISOのOAIS参照モデルのことを指す。この参照モデルは宇宙データシステム諮問委員会 (CCSDS) による勧告CCSDS 650.0-B-2により定義されたもので、本文は ISO 14721:2012 と同一である。CCSDSの管轄は宇宙機関だが、CCSDSで開発されたOAISモデルはデジタルアーカイビングのニーズをもつその他の組織・機関にとって有用であることは間違いない。ISO 14721 として知られるOAISは現在、国内および国際規模のさまざまな組織や分野で広く受け入れられ、活用されているが、保存を確実なものとするために設計されたものである。OAISは2005年に発行され、デジタルリポジトリを構築し、長期にわたり維持管理するための最適な標準と考えられている。
OAISモデルは、たとえば誰もがアクセス可能なもの、一部の人しかアクセスできないもの、利用に制限があるもの、ダークアーカイブ（基本的に利用できないもの）、あるいは商用のものなど、さまざまなアーカイブズに適用可能である。
たとえOAIS自体が永続的なものでないとしても、維持管理される情報は「長期保存」される必要があると考えられてきた。「長期」とは、新しい媒体およびデータ形式への対応を含め、技術変化がもたらす影響や、ユーザコミュニティの変容について考慮するのに十分な期間のことを意味している。「長期」は無期限に伸びることもありうる。OAISでは、技術変化および「指定コミュニティ (designated community)（例：対象となる情報を理解して消費する人々からなるグループ）」の変容によって影響を受ける可能性のある期間を長期と定義している。この期間の長さは不定であってもよい。アーカイブがそのコミュニティを定義し、かつ、その定義は変わりうる。
OAISの "Open" とは「この標準がオープンな仕方で開発された」ことを示していて、「オープンアクセス」だとか、あるいは、「オープンデータ」や "Open Archives Initiative" で用いられている「オープン」といった用語の使い方とは異なる。OAISの "Information"（情報）は、共有ないし交換可能なデータのことを意味している。 
この参照モデルでは、保持される情報の主たる形態として、また（保存対象がデジタルデータないし物理的なモノのいずれにせよ）その資料に関する情報として、デジタル情報に特に焦点が当てられている。したがてこのモデルは、本質的にデジタルでない情報（例：物理標本）にも対応しているが、そのような情報のモデル化と保存について詳しくは扱われていない。概念枠組みである以上、あるアーカイブがOAISモデルに準拠するために、ある特定のコンピューティング環境、システム環境、システム設計思想、システム開発手法、データベース管理システム、データベース設計思想、データ定義言語、コマンド言語、システムインタフェース、ユーザインタフェース、技術、媒体を採用する必要はない。その目的は、デジタルアーカイブの保存に関わる諸活動の標準を定めることであって、そうした活動の実施方法を定めることではない。
OAISという頭字語をOAI (Open Archives Initiative) と混同してはいけない。

## OAISの環境および情報モデル

OAIS環境の概要図

OAIS情報パッケージの概念図

OAIS環境は、情報生産者 (Producer)、情報消費者 (Consumer) ないし指定コミュニティ、管理 (Management)、そしてアーカイブ (Archive) 自体という4つの実体間の相互作用を伴う。OAIS環境の「管理」要素とは、アーカイブの日々の維持管理活動という実体ではなく、アーカイブ内のコンテンツに関した方針を策定する人ないしグループのことを指している。
OAISモデルでは情報モデルも定義している。情報を含む物理的ないしデジタル形式のアイテムはデータオブジェクトと呼ばれる。アーカイブの指定コミュニティを構成するメンバーらは、知識ベースにもとづいて、あるいはデータオブジェクトに付随する補足的な「表現情報 (representation information)」にもとづいて、データオブジェクトに含まれた情報を解釈・理解できるだろう。
情報パッケージには次の情報オブジェクトが含まれる。
- 内容情報 (content Information)：データオブジェクトとその表現情報が含まれる。
- 保存記述情報 (preservation description information)：関連する内容情報を保存するために必要な情報（たとえば、アイテムの出所来歴、一意の識別子、チェックサム、真正性を示す証拠となるその他データなど）を含む。
- パッケージ情報 (packaging information)：情報パッケージの構成要素をまとめている。
- 記述情報 (descriptive information)：オブジェクトに関するメタデータで、アーカイブの検索機能を使ってのちにそのオブジェクトを見つけることができる。

OAIS参照モデルでは次の3種類の情報パッケージが定義されている。
- 提出用情報パッケージ (Submission Information Package: SIP)：情報生産者からアーカイブに送られる情報のこと
- 保存用情報パッケージ (Archival Information Package: AIP)：アーカイブにより保管される情報のこと
- 提供用情報パッケージ (Dissemination Information Package: DIP)：要求に応じて利用者へ送られる情報のこと

## 機能モデル

OAISの機能モデル図

OAISでは次の６つの機能実体が定義されている。
- 受入機能：情報生産者から情報を受領し、保管のためにそれをパッケージ化する。SIPを受け取り、それを検証し、SIPからAIPを作成し、新しく作成したAIPを保存ストレージに移す。
- 保存・保管機能：AIPを保管、維持管理、検索する。受入機能から提出されたAIPを受け取り、それを長期保管へ割り当て、必要に応じてAIPのマイグレーションを行い、エラーをチェックし、要求されたAIPをアクセス機能に提供する。
- データ管理機能：AIPの記述情報およびアーカイブを支えるシステム情報を調整する。クエリを実行し、その結果を生成することで、アーカイブの情報が含まれたデータベースを維持管理する。また、他の機能で有用なレポートを生成する。データベースを更新する。
- 運用統括機能：対象アーカイブの日常業務を管理する。この機能には、提出に関する同意を情報生産者からえること、システム管理を担うこと、提出時の同意内容に則していることを保証するためにSIPを確認すること、方針・基準を策定することが含まれる。顧客サービスを担い、OAIS環境における管理と指定コミュニティの間のインタフェイスとして機能する。
- 保存計画機能：たとえもとのコンピュータシステムが古くなっても、長期にわたりアーカイブ対象資料に理解可能な形でアクセスできるようにする作業すべてを支えること。たとえば、詳細な保存計画またはマイグレーション計画の策定、技術監視、コンテンツの評価・リスク分析、更新・マイグレーション作業の提言などがあげられる。
- アクセス機能：この機能には、利用者がアーカイブから情報を取得するためのユーザインタフェイスが含まれる。関連するAIPからDIPを生成し、情報を要求した顧客へそれを届ける[4]。

## 適用例
OAISはもともと宇宙機関の管轄機関であるCCSDSにより開発されたものだが、デジタル保存がそれ自体でひとつの固有の領域となるにつれ、OAISは多くの機関・組織におけるデジタル保存システムの標準モデルとなってきた。OAISに準拠することは、米国国立公文書記録管理局、米国議会図書館、英国図書館、フランス国立図書館、オランダ王立図書館、英国のデジタルキュレーションセンター、OCLC、学術ジャーナルのアーカイブであるJSTOR、そして複数の大学図書館システムにおけるデジタル保存事業やリポジトリ開発時の基本設計要件となっている。インドの高性能コンピュータ技術開発センター (Centre for Development of Advanced Computing: C-DAC) では国立文化視聴覚アーカイブズ (National Cultural Audiovisual Archives) にOAISを実装し、同アーカイブズは2017年11月、ISO 16363:2012 にもとづく信頼に足るリポジトリとして認証された。この取り組みはインドの国家デジタル保存プログラムの一環として実施されたものである。OAISは、保存メタデータであるPREMIS (Preservation Metadata: Implementation Strategies) 作業部会の設置や「信頼に足るリポジトリの監査・認証：基準およびチェックリスト（Trustworthy Repositories Audit & Certification: TRAC)」文書の策定など、数多くの有名なデジタル保存活動の基盤として機能してきた。 CCSDS 652.1-M-2 の初版はこのTRACチェックリストにもとづいていたが、のちにTRACチェックリストを置き換えるものとなる。CCSDS 652.1-M-2 の本文は ISO 16363:2012と同一で、これは信頼に足るリポジトリの監査・認証の基礎となっている。ISO 19165:1-2018「地理情報：デジタルデータとメタデータの保存」では地理空間情報パッケージを実装するために Open Packaging Conventions の利用が推奨されている。

## ソフトウェアアーキテクチャのモデル
2020年9月22日、デジタル保存に関するイベント #WeMissiPRES の一環として、ドイツのザクセン＝アンハルト州立公文書館のコンピュータ科学者が、OAIS参照モデルをフル実装したソフトウェアアーキテクチャのモデルについて発表した。このアーキテクチャモデルにもとづいて開発されたアプライアンスが2020年10月から利用できるようになっているという。このアーキテクチャのモデルはデファクト標準およびデジュリ標準のみにもとづいており、当モデルに従って開発されたそのアプライアンスはオープンソース製品のみで実現されていた。3つの主な標準は、ビジネスプロセスモデリング表記法 (BPMN)、Representational State Transfer (REST)、OpenID Connect (OIDC) である。スケーラビリティ、分散性、拡張性は不可欠な機能であり、それによりさまざまな規模の組織での利用が可能になる。